# Thomas Brown
Thomas Brown (9. ledna 1778, Kirkcudbright, Skotsko - 2. dubna 1820, Londýn, Spojené království) byl skotský filozof, metafyzik a básník, představitel skotské školy. Rozpracoval asociační psychologii a v gnozeológii zaujal pozici mezi Davidem Humem a Thomasem Reidem.